# Stanislav Rudomanov
Stanislav Vyacheslavovich Rudomanov (tiếng Nga: Станислав Вячеславович Рудоманов; sinh ngày 1 tháng 12 năm 1993) là một cầu thủ bóng đá người Nga thi đấu cho FC Kolomna.

## Sự nghiệp câu lạc bộ
Anh có màn ra mắt tại Giải bóng đá chuyên nghiệp quốc gia Nga cho FC Kolomna vào ngày 27 tháng 9 năm 2015 trong trận đấu với FC Pskov-747 Pskov.

## Đời sống cá nhân
Anh trai của anh Semyon Rudomanov cũng là một cầu thủ bóng đá.